# يوشيميتسو يامادا
يوشيميتسو يامادا (باليابانية: 山田嘉光) هو لاعب آيكيدو ‏ ياباني، ولد في 17 فبراير 1938 في طوكيو في اليابان.